# Dorfkirche Gladau

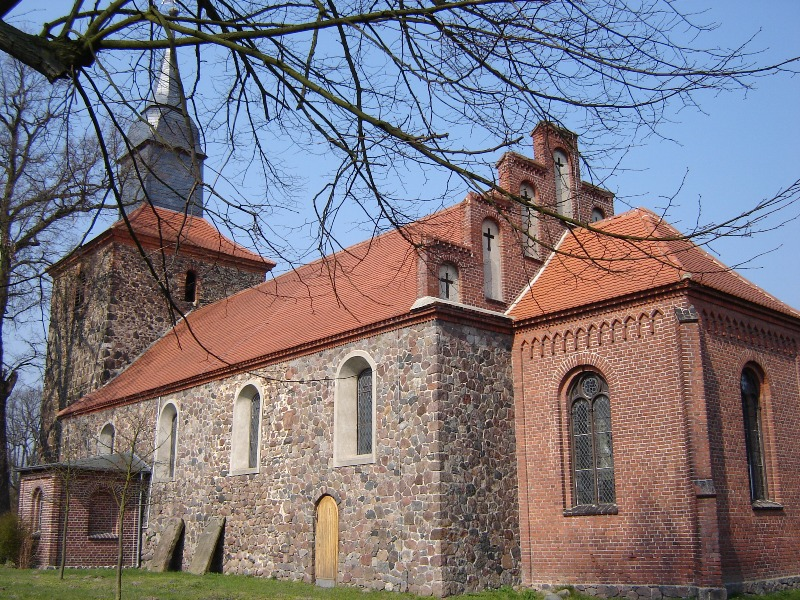
Dorfkirche Gladau

Die Dorfkirche Gladau ist das evangelische Gotteshaus von Gladau (Sachsen-Anhalt).

## Geschichte
Die Kirche, die vermutlich dem Heiligen Matthias geweiht wurde, ist ein einschiffiger Feldsteinbau romanischen Ursprungs aus dem 13. Jahrhundert. Das untere Mauerwerk des Kirchturms aus sorgfältig behauenen Quadern gehört zu den ältesten Bereichen des Bauwerks. Die mit Schiefern versehene Turmspitze mit ihrer geschweiften Haube wurde erst im 17. Jahrhundert aufgesetzt. Aus dieser Zeit stammen auch die Veränderungen an den Fenstern und Portalen. Bei weiteren Umbauarbeiten im Jahr 1881 wurde an der Ostseite der rechteckige neogotische Chor angefügt und der Ostgiebel des Kirchenschiffs wurde mit gotisierenden Bachsteinstufen verziert. Das Innere erhielt eine flache Decke, an der Westseite wurde eine Empore angebracht. Auf ihr steht die Orgel mit einem romanisierenden Prospekt. Zur Ausstattung der Kirche gehört auch ein Kreuzigungsgemälde der Malerin Mathilde Block-Niendorff, datiert 1904.